# Tioöringen

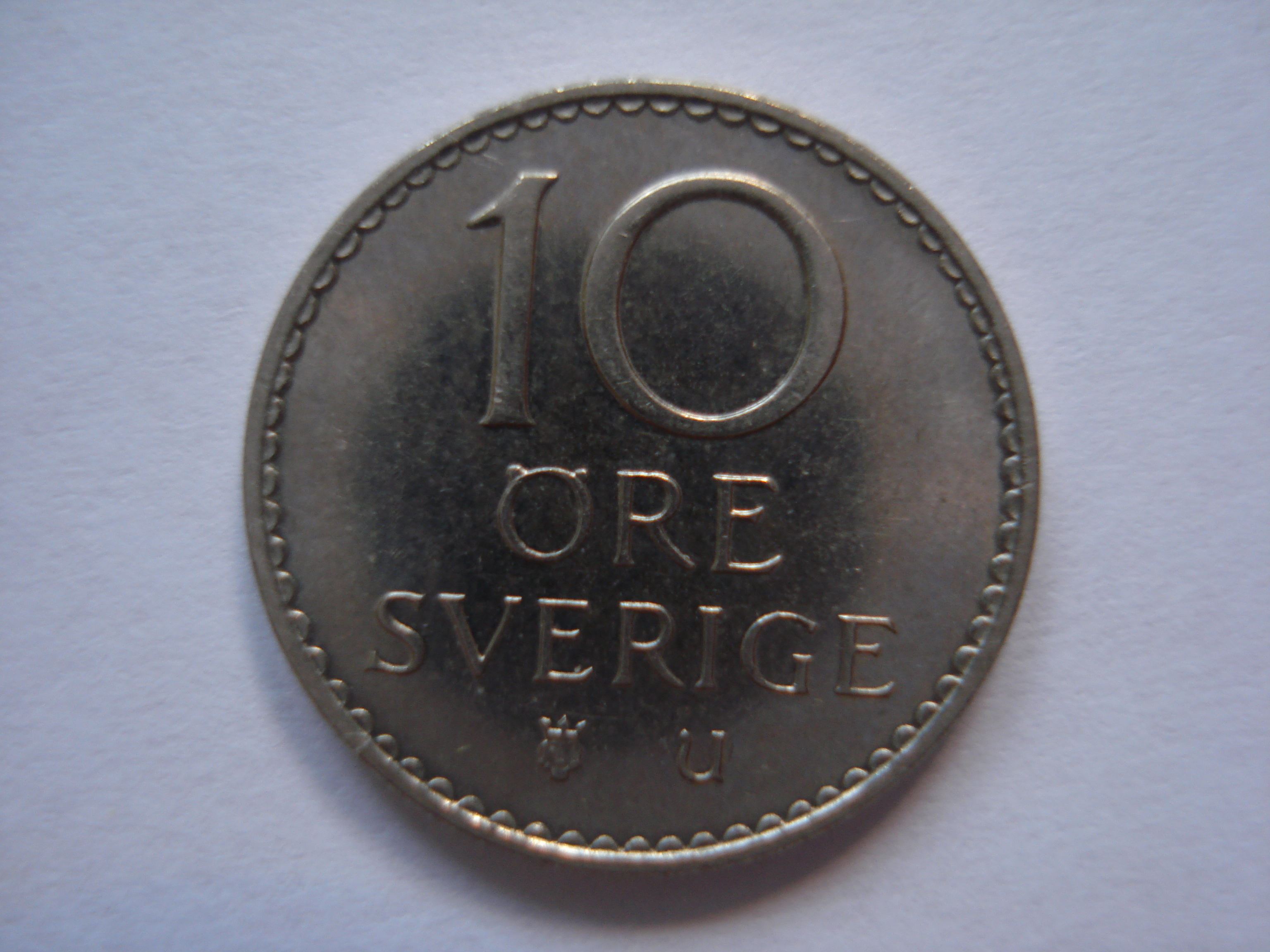
En tioöring präglad 1973.

Båda sidor av en tioöring präglad 1989.

Tioöringen var ett mynt som upphörde att vara giltigt betalningsmedel i Sverige vid utgången av september 1992. Tioöringens värde var 10 öre.
Tioöringen i sin moderna form infördes med myntordningen av den 3 februari 1855 i och med att öre återinfördes som undervaluta till riksdalern i stället för den 1776 införda skillingen. Dessförinnan hade tioöringar slagits från 1739 till 1764.
Dimensionerna justerades något 1874 i samband med att kronan ersatte riksdalern som huvudvaluta. Tioöringen blev då något större och tjockare (vikt 1,45 g, diameter 15,0 mm). Dessa mått behölls tills myntet togs ur bruk. Tioöringen innehöll 40 procent silver fram till 1962, vilket år 2017 gav den ett värde runt 2,50 kronor. Därför har de flesta sådana smälts ned och sålts som råvara.[källa behövs]